# Antonov An-72
Antonov An-72 (NATO oznaka Coaler) je sovjetsko dvomotorno reaktivno transportno letalo. Razvil ga je biro Antonov kot naslednik turbopropelerskega Antonov An-26. Letalo lahko operira s kratkih in slabo pripravljenih stez, v ostrem vremenu in odmaknjenih krajih bivše Sovjetske zveze. Letalo se lahko opremi s smučkami za pristajanje na snegu. An-72 in An-74 imata vzdevek »Čeburaška«, saj dva velika motorja na vrhu letala spominjata na ušesa priljubljenega animiranega lika iz časa Sovjetske zveze.
Uporablja se ga tudi kot komercialno transportno letalo. Obstaja tudi poslovna verzija in različica za patruljiranje nad morjem.
Letalo An-72 je nekonvencionalne konfiguracije z dvema velikimima motorjema na vrhu trupa podobno kot ameriški Boeing YC-14. Uporablja Coanda efekt za izboljšanje STOL sposobnosti. Izpuh motorja teče čez krilo za povečanje vzgona. Vzletna razdalja je 620 metrov, pristajalna pa 420 metrov.
Prvič je poletel 31. avgusta 1997 vendar se je proizvodnja začela šele v 1980ih. An-72 poganjata dva turboventilatorska motorja Lotarev D-36.. Ima tovorno rampo na repu letala. S padali lahko odvrže do 7,5 ton tovora. Trup ima prostor za 52 potnikov.

## Tehnične specifikacije An-74
- Posadka: 5
- Kapaciteta: do 52 potnikov ali pa 10 ton tovora
- Dolžina: 28,07 m
- Razpon kril: 31,89 m
- Višina: 8,65 m
- Površina krila: 98,62 m²
- Prazna teža: 19 050 kg
- Gros teža: 34 500 kg
- Motorji: 2 × Lotarev D-36 series 1A turbofan, 63,9 kN vsak
- Maks. hitrost: 700 km/h
- Potovalna hitrost: 550 / 600 km/h
- Dolet: 4 325 km